# Fontana dell'Organo
La fontana dell'Organo si trova sul retro del palazzo del Quirinale, nei pressi della piazza omonima. È un nicchione che si apre al di sotto della terrazza del palazzo e fa parte del complesso dei Giardini del Quirinale. 

## Storia
Fu voluta da papa Clemente VIII, Aldobrandini (1592-1605), lo stemma familiare, infatti, vi appare in grande evidenza, per cui la fontana è nota anche con il nome di Ninfeo Aldobrandini. L'idea iniziale, però, era stata quella del cardinale Ippolito II d'Este (1509-1572) che aveva fatto intervenire l'architetto Pirro Ligorio (lo stesso che lavorava nella sua villa di Tivoli), il quale iniziò la costruzione delle strutture murarie, mentre le apparecchiature idrauliche, che utilizzavano l'acqua dell'acquedotto Felice, furono realizzate più tardi, sotto la direzione dell'architetto Giovanni Fontana, fratello del più celebre Domenico. L'organo, realizzato tra il 1596 ed il 1609 dall'organaro Luca Blasi, venne completamente rinnovato nel Settecento per volere di papa Clemente XI. Il vecchio apparato manierista venne sostituito da un più moderno e spettacolare sistema, attivato dalla caduta verticale dell'acqua, il quale trasmetteva il movimento ad un rullo dentato collegato con la tastiera così che si potesse far suonare autonomamente lo strumento. L'organo è ancora oggi perfettamente funzionante, con la medesima tecnica antica.

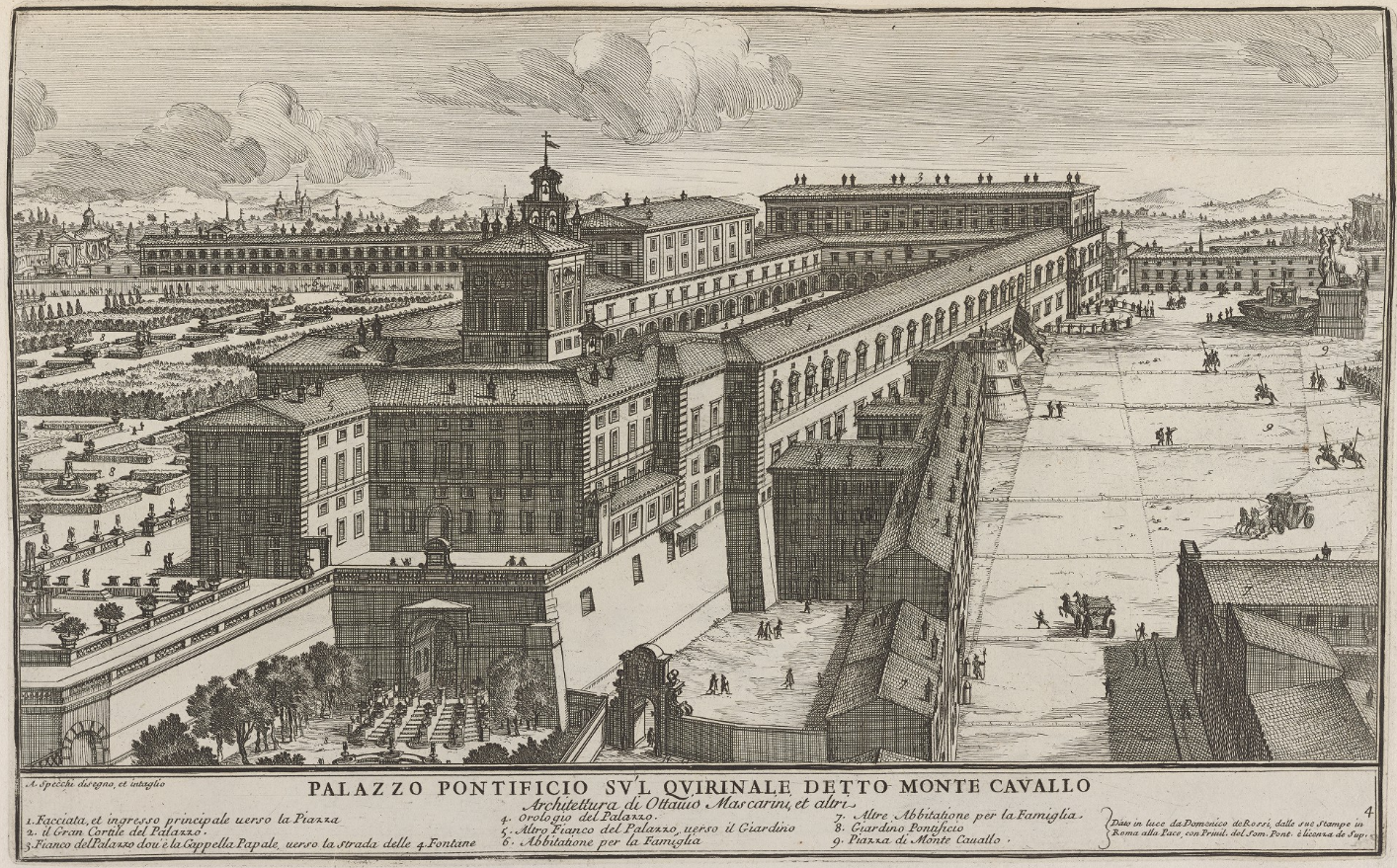
Veduta del Palazzo sul Quirinale con la fontana in primo piano

## Descrizione
Nel nicchione si aprono tre nicchie a finte rocce. In quella centrale, più ampia, è collocato l'organo idraulico. L'accesso al piano delle nicchie, che è incurvato anteriormente, è costituito da una scalinata tripartita con muri interposti a ritmo digradante. Il piano superiore è ornato con sezioni di balaustra sulla quale sono appoggiati sei vasi in marmo a campana decorati. La tripartizione della scala è ottenuta tramite due pendii con fontane a cascata. Altre due bocchette, poste anteriormente ai muri divisori, presentano, come centro di raccolta dell'acqua, altrettanti bacini circolari a terra. In origine, a livello delle nicchie c'era anche una vasca ovale, poi scomparsa. 
Due piccoli portici collegano il ripiano a due ambienti laterali nei quali figurano, a destra, la Fucina di Vulcano e, a sinistra, Apollo e le Muse. Particolarmente interessante, sul lato destro, la pittoresca scena rappresentante, appunto, la fucina di Vulcano, con figure in marmo di grandezza quasi naturale. Al centro si notano Vulcano e un Ciclope intenti al lavoro, e l'ambiente è animato da altri personaggi che svolgono mansioni diverse sempre relative alla fucina, quali un putto a petto nudo addetto al mantice che mantiene vivo il fuoco. Vi erano anche statue di Satiri e Fauni trasferite altrove dopo il 1870. 
Nella volta, a sinistra, figura lo stemma di Pio VI, Braschi (1775-1799), che fece probabilmente restaurare il ninfeo, mentre l'organo era stato in precedenza restaurato sotto il pontificato di Clemente XI, Albani (1730-1740), e venne fatto successivamente revisionare da Gregorio XVI, Cappellari (1831-1846), che ne accrebbe il repertorio facendovi aggiungere la sinfonia del Nabucco di Verdi e quella del Mosè di Rossini.
Di particolare interesse la grande volta superbamente decorata con stucchi e bassorilievi policromi, i cui pannelli raffigurano Storie della Creazione, Storie di Mosè e Divinità marine ed animali acquatici.

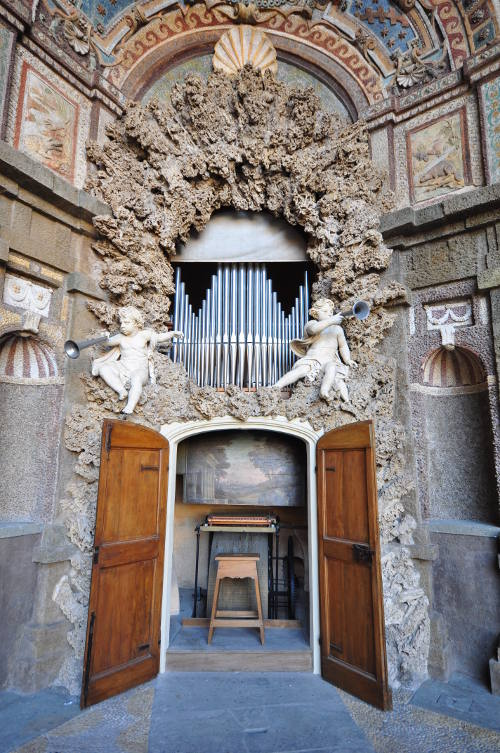
Roma, Giardini del Qurinale, Organo Formentelli

## Restauri
Trascurato per decenni e ridotto in misere condizioni, il famoso organo idraulico è stato recentemente rinnovato (1992) a cura della Sovrintendenza ai Beni Ambientali e Artistici del Lazio. È dotato ora di 246 canne e di sei registri. Fu ricostruito fra il 1997 e il 1999 da Barthélemy Formentelli in base alle caratteristiche del precedente organo ottocentesco. L'organo è alimentato da una cascata con un salto di 18 metri ed è a trasmissione integralmente meccanica, con un'unica tastiera di 41 note con prima ottava scavezza, senza pedaliera, e può eseguire due madrigali.